# Triós (Esgos)
Triós (llamada oficialmente San Pedro de Triós) es una parroquia del municipio español de Esgos, en la provincia de Orense, Galicia.

## Organización territorial
La parroquia está formada por una entidad de población:
- Lobaces

## Demografía
Gráfica demográfica del lugar de Lobaces y la parroquia de Triós según el INE español:
| Gráfica de evolución demográfica de Triós entre 2000 y 2022 |
|                                                             |
| Datos según el nomenclátor publicado por el INE.            |